# 維卡拉格路體育場
維卡拉格路體育場是位於英格蘭赫特福德郡沃特福德（Watford）的體育場，為沃特福德足球俱乐部及其租戶薩拉森人欖球隊（Saracens F.C.）的主場球場，具有四面全坐席看台，可以容納19,920名觀眾。

## 歷史
屈福特足球會自1922年由沃特福德的卡西奥路（Cassio Road）遷移到維卡拉格路體育場後一直用作球隊的主場球場，球場於1922年8月30日由當地賓斯堅斯釀酒廠（Benskins Brewery）的查理·希利上校（Col. Charles Healey）正式揭幕後迎戰到訪的。
2003年屈福特曾暫時出售球場套現，其後一個名為「讓我們購回維斯」（Let's Buy Back The Vic）的活動由球迷捐款，加上前東主艾爾頓·約翰在球場舉行音樂會並將收入全數捐出，屈福特於2005年才能夠用760萬英鎊購回維卡拉格路體育場。

## 結構

### 看台
維卡拉格路看台
「維卡拉格路看台」（Vicarage Road Stand）原本是一個露天階級看台，1978年設立電子計分板，成為1980年代屈福特黃金時期的標誌。為表示與主場球迷團結一致，格拉咸·泰萊（Graham Taylor）堅持在看台邊的後備席同樣沒有遮蓋，直到主場球迷區域加上頂蓋才結束。
舊看台於1992/93年球季結束後拆卸重建，為符合「泰萊報告」（Taylor Report）後的規定，新看台為全坐席可以容納5,800名觀眾，耗資230萬英鎊建成，於1993年9月18日以3-1擊敗重新開放。
在1999年前維卡拉格路看台一直是主場球迷的看台，現在則供作客球迷入座。2004年加建分隔欄後，劃分一半的看台再次可以讓主場球迷入座，而另一半則仍然供作客球迷觀戰。這個看台亦提供輪椅席供主場或作客球迷使用。

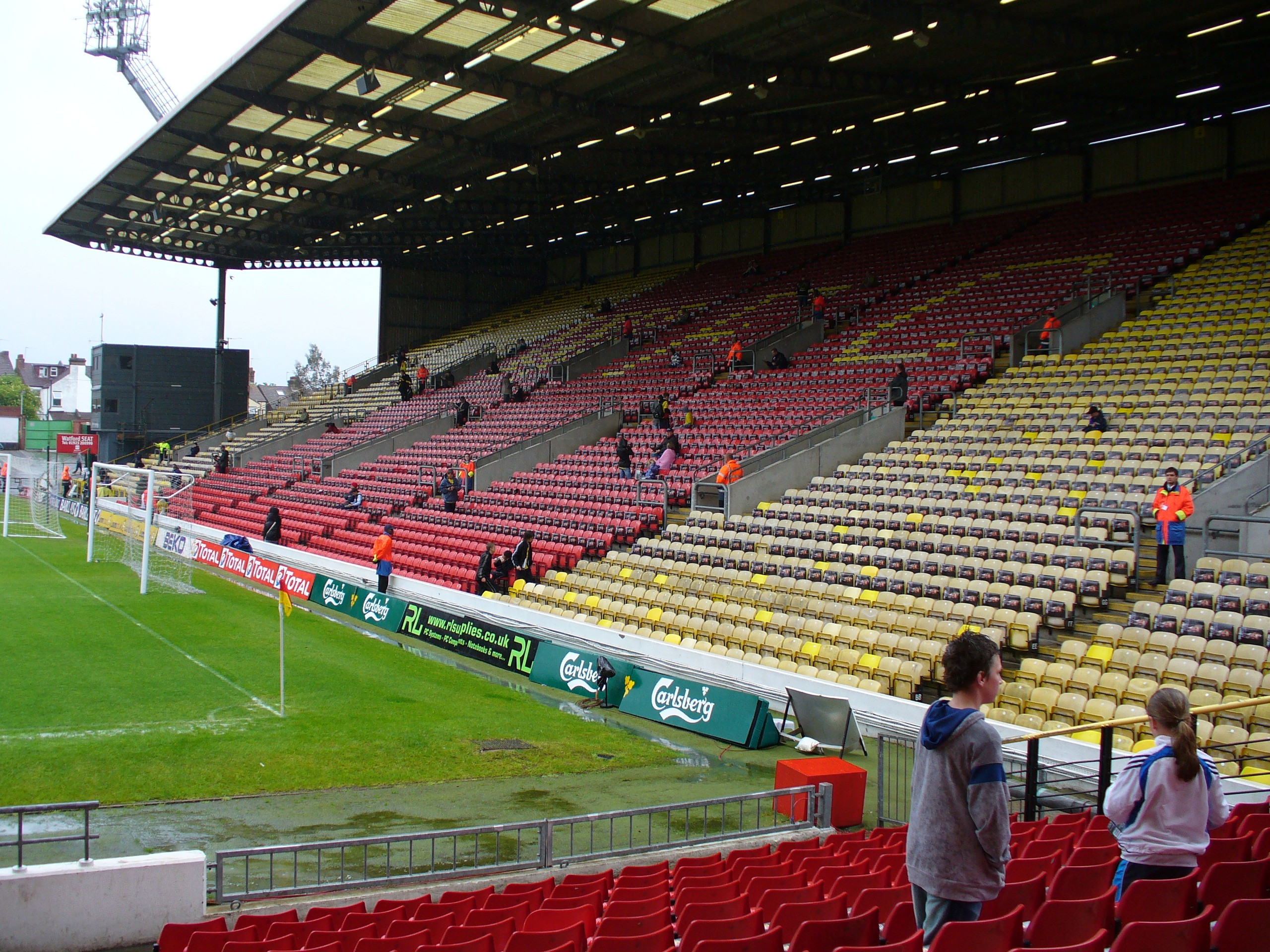
魯克里看台
「魯克里看台」（The Rookery Stand）是維卡拉格路體育場最新建成的部分，於1994/95年球季期間建造，前身同樣是階級看台，現時為全坐席可以容納6,960名觀眾。略大於維卡拉格路看台，魯克里看台是兩層結構，設有球會的行政辦事處，而精品店亦於2005年11月由維卡拉格路看台搬遷到現址。新看台耗資160萬英鎊興建，其中約30萬英鎊由「足球基金」（Football Trust）資助，餘款則是球會東主傑克·柏奇利（Jack Petchey）於1993/94年球季後出售保羅·費朗及布魯士·戴亞（Bruce Dyer）的部分收入。
新看台於1995年4月22日迎戰到訪的首次開放予屈福特的球迷。魯克里看台是主場球迷區域，容納最嘈吵的支持球迷，而氣氛亦十分熱烈。薩拉森人的支持球迷亦普遍使用這個看台，但進行欖球賽時，被稱為「流浪者南看台」（Rover South stand）。
羅斯看台
「羅斯看台」（The Rous Stand）以前國際足協會長史丹利·羅斯爵士（Sir Stanley Rous）的姓氏命名，位於球場西面，與草坪平行。看台為兩層結構，設有行政廂房及電視轉播廂。
新看台建於1986年，取代前身的「施羅德看台」（Shrodells Stand），同年8月23日首次開放，屈福特以3-0擊敗來訪的牛津聯。300萬英鎊的發展費用部分由艾爾頓·約翰的借貸支付。上層看台設有行政廂房首先建造，其後在下層設置臨時座位，最終才由永久座位一併取代，於1993年9月18日對時首次使用。
2014年5月1日，球會宣佈來季將「羅斯看台」以前領隊及主席格拉咸·泰萊（Graham Taylor）的名字更名為「格拉咸·泰萊看台」（Graham Taylor Stand）。

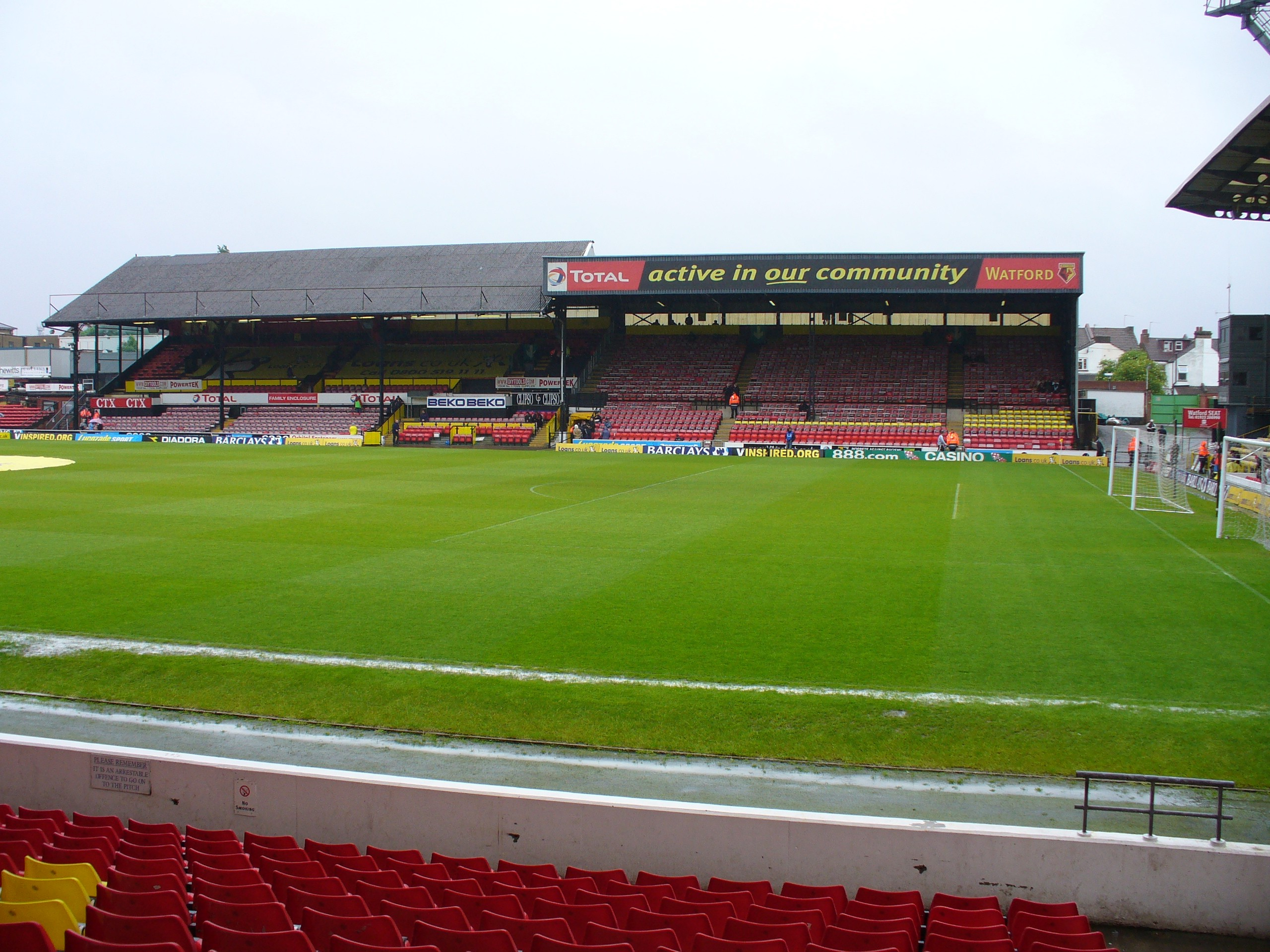
主看台
「主看台」（The Main Stand）位於球場東面，設有更衣室、球員通道、董事包廂及傳媒區域，是現時維卡拉格路體育場中4個看台最古舊的一個。建於1922年當屈福特剛由卡西奧路（Cassio Road）遷移到現址，由賓斯堅斯釀酒廠（Benskins Brewery）出資興建球場及主看台，並以21年期租約將球場交予屈福特使用。當時的主看台返有3,500座，並有立席圍欄，建築費用約7,000英鎊。
1969年主看台擴建，增加約1,700個座位。1982年在原主看台前面的階級看台設置座位，設立家庭圍欄（family enclosure），同時在近維卡拉格路看台一邊增加沒有遮蓋的座位，使容量進一步增加。2004年部分看台因有潛在危險而關閉。球會重新啟動因2002年財務危機而被擱置的重建計劃，同時亦一併發展羅斯看台。

### 汎光燈
首場採用汎光燈照明的賽事於1953年在維卡拉格路體育場舉行，當時汎光燈設置在主看台頂部。1960年在球場四角建立汎光燈塔取代看台頂的燈光。而現時的汎光燈則設置在維卡拉格路看台及魯克里看台的頂蓋兩邊。

## 外部連結
- 屈福特官網：維卡拉格路體育場